# Vigawantuy
El Vigawantuy es una actividad ancestral prehispánico, un sistema de trabajo de mita precolonial que perdura hasta la fecha, donde la fuerza es la protagonista principal. Fue declarado como Patrimonio Cultural de la Nación el 26 de noviembre del 2013, Se realiza principalmente en las provincias de Acobamba y Huancavelica, del departamento de Huancavelica.
Esta costumbre consiste en transportar una enorme viga con la participación de toda la comunidad, donde los hombres más fornidos, guiados por una cabeza y vestidos con sus respectivos trajes originarios y al ritmo de pincullos, tinyas trasladan hasta la comunidad el tronco de madera; las cantoras de qarawis tienen la tarea de animar a los comuneros que cargan la viga, así mismo son provistos de cigarros, aguardiente, hojas de coca, meriendas como el chuño cocido y chicha de jora. 

## Origen
Etimológicamente la palabra vigawantuy, significa, Viga (tronco de árbol), Wantuy (cargar en grupo o conjunto), esta última palabra está en el idioma quechua. Fue practicado, según la tradición, para trasladar madera desde muy lejos hasta la comunidad, con el fin de proveer leña para combustible en la cocina, en reparaciones de las casas, iglesias, escuelas e infraestructuras de la comunidad.
Los cargadores que son partícipes de la costumbre, utilizan como vestimenta originaria; El poncho, que también es utilizada para el kuchuscha y solo los más valientes lo usaban; La chalina, se utilizaba en ocasiones especiales como fiestas, concursos entre otros eventos, la manera de cómo usarla es en la cintura o cruzado en el pecho, su uso es exclusivamente de los varones; Mangas, La elaboración de las mangas es con cuatro palitos llamados ruana que significa "el que hace" y finalmente los Pompones, que se usan en caída de los sombreros y watanas. 

## Costumbre del Vigawantuy
Su inicio se da semanas antes con la preparación de la chicha de jora que tiene un nombre particular y es el Aqakuy y el llantakuy que significa hacer leña, un día antes de realizarse el Vigawantuy, se realiza el corte de la carne llamada Nakacuy, que significa matando, generalmente las mujeres o delegadas son las protagonistas de estas actividades, con los trozos de carne preparan el caldo costumbrista para que después se realice la primera actividad formal y es el Velacuy que significa Velar, para ir al Vigawantuy. 

### Velacuy
En esta parte se van a velar durante toda la noche los elementos que los cargadores van a utilizar, cada cargador trae un qipi con sus pertenencias, para que sean velados y lo colocan al lado de una mesa donde el protagonista es la hoja de coca, las velas como símbolo del acto, la bandera, el hacha y las sogas que serán utilizadas en los rituales. En horas de la mañana todos los cargadores se dirigen al bosque al encuentro con el árbol que se va a cortar en el Vigawantuy a ritmo de la tinya y el pincullos. 

### El lazo capataz y delanteros
El lazo capataz es aquel que lleva el hacha y la soga, él tiende el lazo para que jalen y cuando descansan los cargadores, lo enrolla. Los delanteros son quienes van a dirigir a los peones, los delanteros van en orden sucesiva, primer delantero, segundo delantero, tercer delantero, ellos amarran sus chalinas de acuerdo al orden anterior en el yugo, también poseen un lazo y con ello también va en orden, primero yugo, segundo yugo, tercer yugo. Estos son elegidos por una autoridad y deben obedecer. 

### Luwichos
Los más fuertes llevan una cabeza de venado disecado en la cabeza que es llamada luwicho, Antiguamente sólo lo utilizaban los más machos, los más tullusapas, es decir los más fuertes y son fáciles de identificarlos, ya que son pocos quienes lo usan y su pellejo lo usan como pantalón adornado con cintas de colores. 

### La viga
Por lo general la viga es un tronco de eucalipto, que es trasladado en los hombros de los cargadores, esta viga mide aproximadamente 20 metros de largo, cuyos pesos oscilan entre los 500 y 1000 Kilogramos.
Para la facilidad del traslado de la viga, se colocan unos palos transversales llamados Kirma, que son atadas muy bien, porque a cada lado irá una persona que irá cargándola.  En el expediente presentado para que esta costumbre sea declarada como patrimonio cultural, se menciona sobre las kirmas lo siguiente, «estos travesaños de 1.5 metros de largo se distribuyen regularmente a lo largo del tronco mayor para ser llevados por los cargadores, uno por cada extremo de la Kirma, no agarrándola directamente sino colocándola sobre sus hombros, como es usual en las procesiones de imágenes religiosas». En el área chopcca, por las atenciones que tiene esta viga, significa que es considerado del género femenino siendo llamado por ellos Alisona Warmi que significa Mujer de Aliso y debe ser tratado con delicadeza y no tocado en la medida de lo posible. 

### Qarawi
Los qarawis que se entonan van acompañados de una tinya y los pincullos que entonan las siguientes letras: «¿De donde estás viniendo Alisonay? de allí está viniendo la joven; ¿De dónde estás viniendo Alisonay? de allí está viniendo la joven; Mujer Aliso vamos, ya estamos diciendo, a la joven mujer, amarrado de pies y manos, le estamos diciendo».
«Águila, cernícalo, yo vine de mi casa, águila, cernícalo, yo vine de mi pueblo; Diciendo que voy a traerla con toda la rama, que voy a traerla con toda la rama».